# Список Героев Советского Союза (Кунгурцев — Кянжин)
В настоящем списке представлены в алфавитном порядке все Герои Советского Союза, чьи фамилии начинаются с буквы «К» (всего 1760 человек, из которых 22 удостоены звания дважды и один — И. Н. Кожедуб — трижды). Список содержит даты Указов Президиума Верховного Совета СССР о присвоении звания, информацию о роде войск, должности и воинском звании Героев на дату представления к присвоению звания Героя Советского Союза, годах их жизни.
Ударения в фамилиях Героев приведены по книге «Герои Советского Союза: Краткий биографический словарь / Пред. ред. коллегии И. Н. Шкадов. — М.: Воениздат, 1987. — Т. 1 /Абаев — Любичев/. — 911 с. — 100 000 экз. — ISBN отс., Рег. № в РКП 87-95382.».
- Персиковым цветом  в таблице выделены Герои, удостоенные звания дважды и более раз.
- Серым цветом  в таблице выделены Герои, представленные к званию посмертно.

| Навигационная таблица | Навигационная таблица                |
| --------------------- | ------------------------------------ |
| «К»                   | Кабак Николай — Калинин Николай      |
| «К»                   | Калинин Степан — Кармацкий Владимир  |
| «К»                   | Кармацкий Тимофей — Кживонь Анеля    |
| «К»                   | Киба Григорий — Клевцов Сергей       |
| «К»                   | Клейбус Фёдор — Коваленко Сергей     |
| «К»                   | Коваленко Юрий — Колдубов Михаил     |
| «К»                   | Колдунов Александр — Компанеец Фёдор |
| «К»                   | Компаниец Алексей — Копытин Михаил   |
| «К»                   | Копытов Михаил — Корчагин Лев        |
| «К»                   | Корчак Иосиф — Котов Николай         |
| «К»                   | Котов Сергей — Краснов Анатолий      |
| «К»                   | Краснов Виктор — Крюков Василий      |
| «К»                   | Крюков Владимир — Кузнецов Николай   |
| «К»                   | Кузнецов Павел — Кунавин Григорий    |
| «К»                   | Кунгурцев Евгений — Кянжин Пантелей  |

| № п/п | Фамилия Имя Отчество                                                                                    | Дата Указа            | Род войск      | Должность | Звание                                      | Годы жизни                                   | БС ГС НЛ                        |
| ----- | --- | --------------------- | -------------- | --- | ------------------------------------------- | -------------------------------------------- | ------------------------------- |
| 1640  | Кунгу́рцев Евгений Максимович                                                                            | 23.02.1945 19.04.1945 | авиация        | командир звена 15-го гвардейского штурмового авиационного полка 277-й штурмовой авиационной дивизии 13-й воздушной армии Ленинградского фронта командир эскадрильи 15-го гвардейского штурмового авиационного полка 277-й штурмовой авиационной дивизии 1-й воздушной армии 3-го Белорусского фронта | гвардии лейтенант гвардии старший лейтенант | 03.10.1921 — 11.05.2000                      | [ БС 1 ] [ ГС 1 ] [ НЛ 1 ]      |
| 1641  | Ку́ндер Якоб Мартинович эст. Kunder Jakob                                                                | 15.05.1946            | пехота         | командир взвода 300-го стрелкового полка 7-й стрелковой дивизии 8-го стрелкового корпуса 42-й армии 2-го Прибалтийского фронта | лейтенант                                   | 07.08.1921 — 18.03.1945                      | [ БС 2 ] [ ГС 2 ] [ НЛ 2 ]      |
| 1642  | Ку́нец Александр Николаевич укр. Кунець Олександр Миколайович                                            | 31.05.1945            | пехота         | пулемётчик 21-й гвардейской механизированной бригады 8-го гвардейского механизированного корпуса 1-го Белорусского фронта | гвардии сержант                             | 31.08.1924 — 30.05.1988                      | [ БС 2 ] [ ГС 3 ] [ НЛ 3 ]      |
| 1643  | Куни́жев Замахшяри Османович                                                                             | 11.04.1940            | пехота         | пулемётчик 300-го стрелкового полка 7-й стрелковой дивизии 7-й армии Северо-Западного фронта | красноармеец                                | 05.12.1916 — 08.04.1992                      | ——                              |
| 1644  | Ку́ников Цезарь Львович                                                                                  | 17.04.1943            | морской флот   | командир 3-го боевого участка противодесантной обороны Новороссийской военно-морской базы | майор                                       | 23.06.1909 — 14.02.1943                      | [ БС 2 ] [ ГС 5 ] [ НЛ 4 ]      |
| 1645  | Куни́ца Алексей Сергеевич                                                                                | 10.01.1944            | десантники     | командир взвода 4-го гвардейского воздушно-десантного полка 2-й гвардейской воздушно-десантной дивизии 60-й армии Воронежского фронта | гвардии старший сержант                     | 12.05.1912 — 10.10.1943                      | [ БС 2 ] [ ГС 6 ] [ НЛ 5 ]      |
| 1646  | Куни́ца Семён Андреевич укр. Куниця Семен Андрійович                                                     | 10.02.1942            | комиссар       | военный комиссар эскадрильи 69-го истребительного авиационного полка 21-й смешанной авиационной дивизии ВВС Приморской армии Южного фронта | старший политрук                            | 16.03.1914 — 19.08.1941                      | [ БС 2 ] [ ГС 7 ] [ НЛ 6 ]      |
| 1647  | Куни́цын Пётр Николаевич                                                                                 | 10.01.1944            | инженер        | командир отделения 132-го отдельного сапёрного батальона 38-й стрелковой дивизии 40-й армии Воронежского фронта | старший сержант                             | 20.06.1921 — 28.11.1967                      | [ БС 3 ] [ ГС 8 ] [ НЛ 7 ]      |
| 1648  | Куперште́йн Израил Григорьевич ивр. ישראל גריגורייביץ' קופרשטיין‎                                         | 10.01.1944            | танкист        | командир танка Т-34 332-го танкового батальона 52-й гвардейской танковой бригады 6-го гвардейского танкового корпуса 3-й гвардейской танковой армии 1-го Украинского фронта | гвардии лейтенант                           | 14.08.1915 — 16.03.1995                      | [ БС 4 ] [ ГС 9 ] [ НЛ 8 ]      |
| 1649  | Ку́пин Иван Владимирович                                                                                 | 01.07.1944            | артиллерия     | командир 32-й истребительно-противотанковой артиллерийской бригады РГК в составе 40-й армии 1-го Украинского фронта | полковник                                   | 28.03.1914 — 16.09.1998                      | [ БС 4 ] [ ГС 10 ] [ НЛ 9 ]     |
| 1650  | Ку́пин Фёдор Николаевич                                                                                  | 24.03.1945            | десантники     | разведчик 5-й отдельной гвардейской воздушно-десантной разведывательной роты 1-й гвардейской воздушно-десантной дивизии 53-й армии 2-го Украинского фронта | гвардии красноармеец                        | 26.05.1923 — 01.04.1988                      | [ БС 4 ] [ ГС 11 ] [ НЛ 10 ]    |
| 1651  | Куприя́нов Алексей Иванович                                                                              | 20.04.1945            | морской флот   | автоматчик 384-го отдельного батальона морской пехоты Одесской военно-морской базы Черноморского флота | старшина 2-й статьи                         | 20.08.1914 — 07.08.1957                      | [ БС 4 ] [ ГС 12 ] [ НЛ 11 ]    |
| 1652  | Куприя́нов Дмитрий Андреевич                                                                             | 03.04.1944            | генерал        | командир 66-го стрелкового корпуса 37-й армии Южного фронта | генерал-майор                               | 26.11.1901 — 03.03.1971                      | [ БС 5 ] [ ГС 13 ] [ НЛ 12 ]    |
| 1653  | Куприя́нов Павел Емельянович бел. Купрыянаў Павел Емяльянавіч                                            | 31.12.1936            | танкист        | командир танка Т-26 войск Испанской Республики | старшина                                    | 29.06.1908 — 09.11.1936                      | ——                              |
| 1654  | Куприя́нов Пётр Иванович бел. Купрыянаў Пётр Іванавіч                                                    | 24.03.1945            | пехота         | разведчик 53-й мотострелковой бригады 29-го танкового корпуса 5-й гвардейской танковой армии 1-го Прибалтийского фронта | ефрейтор                                    | 1926 — 02.11.1944                            | [ БС 6 ] [ ГС 15 ] [ НЛ 13 ]    |
| 1655  | Куприя́нов Семён Семёнович                                                                               | 17.11.1943            | пехота         | автоматчик мотострелкового батальона 54-й гвардейской танковой бригады 7-го гвардейского танкового корпуса 3-й гвардейской танковой армии Воронежского фронта | гвардии красноармеец                        | 1924 — 01.10.1943                            | [ БС 6 ] [ ГС 16 ] [ НЛ 14 ]    |
| 1656  | Купцо́в Дмитрий Александрович                                                                            | 24.03.1944            | пехота         | разведчик 257-й отдельной разведывательной роты 199-й стрелковой дивизии 49-й армии 2-го Белорусского фронта | красноармеец                                | 13.05.1915 — 14.05.1997                      | [ БС 6 ] [ ГС 17 ] [ НЛ 15 ]    |
| 1657  | Купцо́в Сергей Андреевич                                                                                 | 23.02.1945            | авиация        | заместитель командира эскадрильи 154-го гвардейского штурмового авиационного полка 307-й штурмовой авиационной дивизии 3-го штурмового авиационного корпуса 6-й воздушной армии 1-го Белорусского фронта                                                                                             | гвардии старший лейтенант                   | 03.09.1922 — 27.12.2007                      | [ БС 6 ] [ ГС 18 ] [ НЛ 16 ]    |
| 1658  | Купчи́н Григорий Трофимович укр. Купчин Григорій Трохимович                                              | 24.03.1945            | пехота         | командир роты 102-го гвардейского стрелкового полка 35-й гвардейской стрелковой дивизии 8-й гвардейской армии 1-го Белорусского фронта | гвардии лейтенант                           | 1915 — 14.02.1945                            | [ БС 6 ] [ ГС 19 ] [ НЛ 17 ]    |
| 1659  | Кура́кин Владимир Васильевич                                                                             | 27.06.1945            | авиация        | заместитель командира и штурман эскадрильи 141-го гвардейского штурмового авиационного полка 9-й гвардейской штурмовой авиационной дивизии 1-го гвардейского штурмового авиационного корпуса 2-й воздушной армии 1-го Украинского фронта                                                             | гвардии старший лейтенант                   | 07.06.1922 — 09.05.2001                      | [ БС 6 ] [ ГС 20 ] [ НЛ 18 ]    |
| 1660  | Кура́кин Гаврила Гаврилович                                                                              | 27.06.1945            | кавалерия      | командир расчёта станкового пулемёта 5-го гвардейского кавалерийского полка 1-й гвардейской кавалерийской дивизии 1-го гвардейского кавалерийского корпуса 1-го Украинского фронта | гвардии сержант                             | 05.09.1919 — 25.01.1948                      | [ БС 6 ] [ ГС 21 ] [ НЛ 19 ]    |
| 1661  | Кура́кин Николай Семёнович                                                                               | 27.07.1943            | авиация        | командир отряда 3-го авиационного полка 53-й авиационной дивизии Авиации дальнего действия | капитан                                     | 24.12.1914 — 17.07.1943                      | [ БС 7 ] [ ГС 22 ] [ НЛ 20 ]    |
| 1662  | Кураса́нов Пётр Семёнович                                                                                | 31.05.1945            | артиллерия     | заместитель по строевой части командира 206-го истребительно-противотанкового артиллерийского полка 20-й отдельной истребительно-противотанковой артиллерийской бригады РГК в составе 2-й гвардейской танковой армии 1-го Белорусского фронта                                                        | майор                                       | 25.01.1917 — 14.02.2008                      | [ БС 7 ] [ ГС 23 ] [ НЛ 21 ]    |
| 1663  | Кура́сов Василий Михайлович                                                                              | 19.04.1945            | инженер        | сапёр сапёрного взвода 550-го стрелкового полка 126-й стрелковой дивизии 43-й армии 3-го Белорусского фронта | сержант                                     | 26.12.1920 — 24.06.1977                      | [ БС 7 ] [ ГС 24 ] [ НЛ 22 ]    |
| 1664  | Кура́сов Владимир Васильевич                                                                             | 07.05.1965            | генерал        | старший представитель Главнокомандующего Объединёнными вооружёнными силами государств — участников Варшавского договора при Национальной народной армии Германской Демократической Республики | генерал армии                               | 19.07.1897 — 29.11.1973                      | ——                              |
| 1665  | Курачи́цкий Владимир Васильевич укр. Курачицький Володимир Васильович                                    | 10.04.1945            | комиссар       | парторг батальона 342-го гвардейского стрелкового полка 121-й гвардейской стрелковой дивизии 13-й армии 1-го Украинского фронта | гвардии лейтенант                           | 15.07.1913 — 15.03.1997                      | [ БС 7 ] [ ГС 26 ] [ НЛ 23 ]    |
| 1666  | Курба́ев Афанасий Афанасьевич                                                                            | 31.03.1943            | пехота         | стрелок 130-го гвардейского стрелкового полка 44-й гвардейской стрелковой дивизии 1-й гвардейской армии Юго-Западного фронта | гвардии красноармеец                        | 31.07.1907 — 15.01.1943                      | [ БС 7 ] [ ГС 27 ] [ НЛ 24 ]    |
| 1667  | Курба́нов Алексей Абдурахманович (Курбанов Абдулла Абдурахманович) узб. Qurbonov Abdulla Abdurahmonovich | 22.02.1944            | пехота         | снайпер 282-го гвардейского стрелкового полка 92-й гвардейской стрелковой дивизии 37-й армии Степного фронта | гвардии красноармеец                        | 23.02.1925 — 28.07.2004                      | [ БС 7 ] [ ГС 28 ] [ НЛ 25 ]    |
| 1668  | Курба́нов Ахмеджан узб. Qurbonov Ahmadjon                                                                | 24.03.1945            | пехота         | командир батальона 128-го гвардейского стрелкового полка 44-й гвардейской стрелковой дивизии 65-й армии 1-го Белорусского фронта | гвардии майор                               | 10.10.1921 — 06.02.1945                      | [ БС 8 ] [ ГС 29 ] [ НЛ 26 ]    |
| 1669  | Курба́нов Сумен Курбанович (Курбанов Семён Курбанович)                                                   | 16.05.1944            | пехота         | стрелок 1-го гвардейского стрелкового полка 2-й гвардейской стрелковой дивизии 56-й армии Северо-Кавказского фронта | гвардии красноармеец                        | 11.08.1898 — декабрь 1943 (пропал без вести) | [ БС 9 ] [ ГС 30 ] [ НЛ 27 ]    |
| 1670  | Курба́тов Василий Васильевич                                                                             | 29.06.1945            | комиссар       | комсорг батальона 825-го стрелкового полка 302-й стрелковой дивизии 60-й армии 1-го Украинского фронта | красноармеец                                | 1925 — 14.01.1945                            | [ БС 9 ] [ ГС 31 ] [ НЛ 28 ]    |
| 1671  | Курба́тов Георгий Дмитриевич                                                                             | 05.11.1944            | морской флот   | командир отделения мотористов торпедного катера «ТК-13» 1-го дивизиона торпедных катеров бригады торпедных катеров Северного флота | старшина 2-й статьи                         | 07.04.1919 — 19.04.1991                      | [ БС 9 ] [ ГС 32 ] [ НЛ 29 ]    |
| 1672  | Курба́тов Михаил Тихонович                                                                               | 24.03.1945            | пехота         | помощник командира взвода 878-го стрелкового полка 290-й стрелковой дивизии 49-й армии 2-го Белорусского фронта | младший сержант                             | 15.01.1924 — 18.07.1944                      | [ БС 9 ] [ ГС 33 ] [ НЛ 30 ]    |
| 1673  | Курга́нский Иван Андреевич                                                                               | 18.11.1944            | артиллерия     | наводчик орудия 1046-го артиллерийского полка 399-й стрелковой дивизии 48-й армии 1-го Белорусского фронта | красноармеец                                | 07.11.1921 — 04.09.1944                      | [ БС 9 ] [ ГС 34 ] [ НЛ 31 ]    |
| 1674  | Курга́нский Иван Данилович укр. Курганський Іван Данилович                                               | 24.03.1945            | пехота         | командир 19-го гвардейского стрелкового полка 8-й гвардейской стрелковой дивизии 10-й гвардейской армии 2-го Прибалтийского фронта | гвардии подполковник                        | 26.12.1908 — 05.08.1944                      | [ БС 9 ] [ ГС 35 ] [ НЛ 32 ]    |
| 1675  | Кургу́зов Юрий Павлович                                                                                  | 10.01.1944            | артиллерия     | командир огневого взвода батареи 76-миллиметровых пушек 615-го стрелкового полка 167-й стрелковой дивизии 50-го стрелкового корпуса 38-й армии Воронежского фронта | лейтенант                                   | 23.08.1923 — 30.09.1943                      | [ БС 9 ] [ ГС 36 ] [ НЛ 33 ]    |
| 1676  | Ку́рдов Николай Тимофеевич                                                                               | 20.12.1943            | инженер        | командир сапёрного отделения 252-го отдельного моторизированного инженерного батальона 57-й армии Степного фронта | старший сержант                             | 15.02.1896 — 01.11.1971                      | [ БС 9 ] [ ГС 37 ] [ НЛ 34 ]    |
| 1677  | Куренко́в Иван Иванович                                                                                  | 17.10.1943            | пехота         | командир взвода 605-го стрелкового полка 132-й стрелковой дивизии 60-й армии Центрального фронта | младший лейтенант                           | 25.01.1918 — 29.08.1970                      | [ БС 10 ] [ ГС 38 ] [ НЛ 35 ]   |
| 1678  | Курзенко́в Александр Георгиевич                                                                          | 22.01.1944            | авиация        | командир звена 44-й эскадрильи 15-го разведывательного авиационного полка ВВС Балтийского флота | лейтенант                                   | 12.09.1920 — 08.05.1945                      | [ БС 10 ] [ ГС 39 ] [ НЛ 36 ]   |
| 1679  | Курзенко́в Сергей Георгиевич                                                                             | 24.07.1943            | авиация        | помощник командира 78-го истребительного авиационного полка 6-й истребительной авиационной бригады ВВС Северного флота | капитан                                     | 07.07.1911 — 18.11.1981                      | [ БС 10 ] [ ГС 40 ] [ НЛ 37 ]   |
| 1680  | Куриле́нко Владимир Тимофеевич                                                                           | 01.09.1942            | партизан       | активный участник партизанской борьбы в Смоленской области, подрывник партизанского отряда И.Р. Шлапакова | —                                           | 25.12.1924 — 14.05.1942                      | [ БС 10 ] [ ГС 41 ] [ НЛ 38 ]   |
| 1681  | Кури́лов Владимир Ильич                                                                                  | 15.05.1946            | пехота         | снайпер 986-го стрелкового полка 230-й стрелковой дивизии 5-й ударной армии 1-го Белорусского фронта | ефрейтор                                    | 02.12.1926 — 16.05.1998                      | [ БС 10 ] [ ГС 42 ] [ НЛ 39 ]   |
| 1682  | Кури́лов Владимир Никонорович укр. Курилов Володимир Никанорович                                         | 18.08.1945            | авиация        | командир звена 810-го штурмового авиационного полка 225-й штурмовой авиационной дивизии 15-й воздушной армии 2-го Прибалтийского фронта | лейтенант                                   | 03.08.1922 — 21.04.1996                      | [ БС 10 ] [ ГС 43 ] [ НЛ 40 ]   |
| 1683  | Ку́рин Алексей Васильевич                                                                                | 24.03.1945            | артиллерия     | командир батареи 368-го лёгкого артиллерийского полка 7-й гвардейской лёгкой артиллерийской бригады 3-й гвардейской артиллерийской дивизии прорыва РГК в составе 5-й армии 3-го Белорусского фронта                                                                                                  | капитан                                     | 25.04.1922 — 24.06.1995                      | [ БС 10 ] [ ГС 44 ] [ НЛ 41 ]   |
| 1684  | Ку́рист Людвиг Иванович эст. Kurist Ludvig                                                               | 31.05.1945            | танкист        | командир 52-й гвардейской танковой бригады 6-го гвардейского танкового корпуса 3-й гвардейской танковой армии 1-го Украинского фронта | гвардии подполковник                        | 16.07.1905 — 03.10.1995                      | [ БС 11 ] [ ГС 45 ] [ НЛ 42 ]   |
| 1685  | Курко́ Александр Петрович укр. Курко Олександр Петрович                                                  | 01.07.1944            | артиллерия     | командир орудия 1428-го лёгкого артиллерийского полка 65-й лёгкой артиллерийской бригады 18-й артиллерийской дивизии 3-го артиллерийского корпуса прорыва РГК в составе 2-й ударной армии Ленинградского фронта                                                                                      | сержант                                     | 14.02.1913 — 24.01.1995                      | [ БС 12 ] [ ГС 46 ] [ НЛ 43 ]   |
| 1686  | Курко́в Василий Сергеевич                                                                                | 24.03.1945            | артиллерия     | командир батареи 261-го гвардейского пушечного артиллерийского полка 22-й гвардейской тяжёлой пушечной артиллерийской бригады 3-й гвардейской артиллерийской дивизии 5-го артиллерийского корпуса прорыва РГК в составе 5-й армии 3-го Белорусского фронта                                           | гвардии капитан                             | 04.01.1922 — 14.03.1946                      | [ БС 12 ] [ ГС 47 ] [ НЛ 44 ]   |
| 1687  | Курко́в Николай Акимович                                                                                 | 27.02.1945            | пехота         | командир роты 487-го стрелкового полка 143-й стрелковой дивизии 47-й армии 1-го Белорусского фронта | гвардии старший лейтенант                   | 22.04.1921 — 22.07.1997                      | [ БС 12 ] [ ГС 48 ] [ НЛ 45 ]   |
| 1688  | Курко́в Степан Иванович                                                                                  | 24.03.1945            | пехота         | командир отделения 1074-го стрелкового полка 314-й стрелковой дивизии 21-й армии Ленинградского фронта | старший сержант                             | 1913 — 20.06.1944                            | [ БС 12 ] [ ГС 49 ] [ НЛ 46 ]   |
| 1689  | Курко́ткин Семён Константинович                                                                          | 18.02.1981            | генерал        | заместитель Министра обороны СССР, начальник Тыла Вооружённых Сил СССР | генерал армии                               | 13.02.1917 — 16.09.1990                      | ——                              |
| 1690  | Курли́н Юрий Владимирович                                                                                | 22.07.1966            | авиация        | лётчик-испытатель ОКБ О.К. Антонова | —                                           | 17.09.1929 — 27.02.2018                      | ——                              |
| 1691  | Курлу́к Дмитрий Николаевич укр. Курлук Дмитро Миколайович                                                | 24.03.1945            | пехота         | командир батальона 1018-го стрелкового полка 269-й стрелковой дивизии 3-й армии 1-го Белорусского фронта | капитан                                     | 18.10.1920 — 26.07.1944                      | [ БС 14 ] [ ГС 52 ] [ НЛ 47 ]   |
| 1692  | Курма́нин Вадим Матвеевич                                                                                | 18.08.1945            | авиация        | старший лётчик 43-го гвардейского штурмового авиационного полка 230-й штурмовой авиационной дивизии 4-й воздушной армии 2-го Белорусского фронта | гвардии лейтенант                           | 05.03.1920 — 03.02.1996                      | [ БС 14 ] [ ГС 53 ] [ НЛ 48 ]   |
| 1693  | Курма́нов Акан каз. Кұрманов Ақан                                                                        | 15.01.1944            | пехота         | командир пулемётного отделения 234-го гвардейского стрелкового полка 76-й гвардейской стрелковой дивизии 61-й армии Центрального фронта | гвардии сержант                             | 15.07.1918 — 28.09.1943                      | [ БС 14 ] [ ГС 54 ] [ НЛ 49 ]   |
| 1694  | Курна́ев Сергей Михайлович                                                                               | 22.02.1944            | пехота         | командир взвода 1118-го стрелкового полка 333-й стрелковой дивизии 6-й армии 3-го Украинского фронта | старший сержант                             | 14.01.1923 — 18.04.1998                      | [ БС 14 ] [ ГС 55 ] [ НЛ 50 ]   |
| 1695  | Курое́дов Николай Иванович укр. Куроєдов Микола Іванович                                                 | 19.08.1944            | авиация        | штурман звена 10-го гвардейского авиационного полка 3-й гвардейской авиационной дивизии 3-го гвардейского авиационного корпуса Авиации дальнего действия | гвардии старший лейтенант                   | 14.04.1919 — 04.04.1992                      | [ БС 14 ] [ ГС 56 ] [ НЛ 51 ]   |
| 1696  | Куропа́ткин Николай Фёдорович (Куропатков Николай Фёдорович)                                             | 24.03.1945            | пехота         | помощник наводчика орудия 95-го стрелкового полка 14-й стрелковой дивизии 14-й армии Карельского фронта | ефрейтор                                    | 11.04.1915 — 25.02.1945                      | [ БС 14 ] [ ГС 57 ] [ НЛ 52 ]   |
| 1697  | Куропя́тник Дмитрий Григорьевич укр. Куроп'ятник Дмитро Григорович                                       | 15.01.1944            | пехота         | командир пулемётного отделения 234-го гвардейского стрелкового полка 76-й гвардейской стрелковой дивизии 61-й армии Центрального фронта | гвардии сержант                             | 24.05.1911 — 07.07.1981                      | [ БС 14 ] [ ГС 58 ] [ НЛ 53 ]   |
| 1698  | Куропя́тников Григорий Александрович                                                                     | 24.07.1943            | морской флот   | командир отделения минёров сторожевого катера «СК-055» 5-го дивизиона сторожевых катеров Охраны водного района Черноморского флота | старшина 2-й статьи                         | 24.01.1921 — 25.02.1982                      | [ БС 14 ] [ ГС 59 ] [ НЛ 54 ]   |
| 1699  | Ку́рочкин Владимир Михайлович                                                                            | 21.03.1940            | авиация        | командир звена 7-го истребительного авиационного полка 7-й армии Северо-Западного фронта | лейтенант                                   | 1913 — 26.07.1941                            | [ БС 15 ] [ ГС 60 ] [ НЛ 55 ]   |
| 1700  | Ку́рочкин Ефрем Георгиевич                                                                               | 22.08.1944            | артиллерия     | командир орудия 220-го гвардейского истребительно-противотанкового артиллерийского полка РГК в составе 48-й армии 1-го Белорусского фронта | гвардии сержант                             | 21.01.1921 — 13.06.1986                      | [ БС 16 ] [ ГС 61 ] [ НЛ 56 ]   |
| 1701  | Ку́рочкин Павел Алексеевич                                                                               | 29.06.1945            | генерал        | командующий 60-й армией 4-го Украинского фронта | генерал-полковник                           | 19.11.1900 — 28.12.1989                      | [ БС 16 ] [ ГС 62 ] [ НЛ 57 ]   |
| 1702  | Ку́рочкин Тимофей Петрович                                                                               | 10.01.1944            | кавалерия      | помощник командира взвода разведки 256-го кавалерийского полка 8-й гвардейской кавалерийской дивизии 6-го гвардейского кавалерийского корпуса Воронежского фронта | старший сержант                             | 13.06.1909 — 21.01.1943                      | [ БС 16 ] [ ГС 63 ] [ НЛ 58 ]   |
| 1703  | Ку́рцев Борис Викторович                                                                                 | 10.04.1945            | танкист        | командир 28-го танкового полка 16-й гвардейской механизированной бригады 6-го гвардейского механизированного корпуса 4-й танковой армии 1-го Украинского фронта | майор                                       | 20.02.1920 — 12.02.1967                      | [ БС 16 ] [ ГС 64 ] [ НЛ 59 ]   |
| 1704  | Курыжо́в Давид Константинович (Курыжов Давыд Константинович)                                             | 18.08.1945            | авиация        | заместитель командира эскадрильи 810-го штурмового авиационного полка 225-й штурмовой авиационной дивизии 15-й воздушной армии 2-го Прибалтийского фронта | старший лейтенант                           | 09.03.1920 — 21.01.2003                      | [ БС 16 ] [ ГС 65 ] [ НЛ 60 ]   |
| 1705  | Куря́тник Иван Прокофьевич укр. Курятник Іван Прокопович                                                 | 31.12.1942            | авиация        | командир звена 751-го авиационного полка 17-й авиационной дивизии Авиации дальнего действия | старший лейтенант                           | 12.02.1919 — 24.09.1952                      | [ БС 16 ] [ ГС 66 ] [ НЛ 61 ]   |
| 1706  | Куря́тников Николай Андреевич                                                                            | 16.10.1943            | пехота         | заместитель по строевой части командира батальона 1087-го стрелкового полка 322-й стрелковой дивизии 13-й армии Центрального фронта | старший лейтенант                           | 22.12.1923 — 10.03.1944                      | [ БС 16 ] [ ГС 67 ] [ НЛ 62 ]   |
| 1707  | Куря́чий Константин Николаевич укр. Курячий Костянтин Миколайович                                        | 10.01.1944            | артиллерия     | командир батареи 33-го гвардейского кавалерийского полка 8-й гвардейской кавалерийской дивизии 6-го гвардейского кавалерийского корпуса 3-й танковой армии Воронежского фронта | гвардии капитан                             | 25.12.1909 — 15.02.1943                      | [ БС 17 ] [ ГС 68 ] [ НЛ 63 ]   |
| 1708  | Куси́мов Тагир Таипович баш. Күсимов Таһир Тайып улы                                                     | 15.01.1944            | кавалерия      | командир 58-го гвардейского кавалерийского полка 16-й гвардейской кавалерийской дивизии 7-го гвардейского кавалерийского корпуса 61-й армии Центрального фронта | гвардии подполковник                        | 14.02.1909 — 10.05.1986                      | [ БС 18 ] [ ГС 69 ] [ НЛ 64 ]   |
| 1709  | Куско́в Виктор Дмитриевич                                                                                | 22.07.1944            | морской флот   | моторист торпедного катера 1-го гвардейского дивизиона бригады торпедных катеров Балтийского флота | гвардии старший краснофлотец                | 02.11.1924 — 25.09.1983                      | [ БС 18 ] [ ГС 70 ] [ НЛ 65 ]   |
| 1710  | Ку́стов Алексей Митрофанович                                                                             | 24.03.1945            | артиллерия     | командир орудия 1187-го истребительно-противотанкового артиллерийского полка 25-й отдельной истребительно-противотанковой артиллерийской бригады 2-й гвардейской армии 1-го Прибалтийского фронта | старший сержант                             | 1918 — 20.08.1944                            | [ БС 18 ] [ ГС 71 ] [ НЛ 66 ]   |
| 1711  | Ку́стов Виктор Павлович                                                                                  | 29.08.1939            | авиация        | командир эскадрильи 56-го истребительного авиационного полка истребительной авиационной бригады 1-й армейской группы | капитан                                     | 26.04.1909 — 03.08.1939                      | ——                              |
| 1712  | Ку́стов Иван Ильич                                                                                       | 27.02.1945            | пехота         | командир роты 1052-го стрелкового полка 301-й стрелковой дивизии 5-й ударной армии 1-го Белорусского фронта | капитан                                     | 31.01.1924 — 03.03.2022                      | [ БС 18 ] [ ГС 73 ] [ НЛ 67 ]   |
| 1713  | Ку́стов Игорь Ефремович                                                                                  | 30.01.1943            | авиация        | пилот 728-го истребительного авиационного полка ВВС 3-й ударной армии Калининского фронта | старший сержант                             | 07.06.1921 — 22.12.1943                      | [ БС 19 ] [ ГС 74 ] [ НЛ 68 ]   |
| 1714  | Ку́стов Фёдор Михайлович                                                                                 | 23.08.1944            | пехота         | командир 1314-го стрелкового полка 17-й стрелковой дивизии 48-й армии 1-го Белорусского фронта | подполковник                                | 14.03.1904 — 24.02.1972                      | [ БС 20 ] [ ГС 75 ] [ НЛ 69 ]   |
| 1715  | Кута́хов Павел Степанович                                                                                | 01.05.1943 15.08.1984 | авиация маршал | командир эскадрильи 19-го гвардейского истребительного авиационного полка 258-й истребительной авиационной дивизии 7-й воздушной армии Карельского фронта Главнокомандующий Военно-воздушными силами СССР, заместитель Министра обороны СССР                                                         | гвардии майор Главный маршал авиации        | 16.08.1914 — 03.12.1984                      | [ БС 20 ] [ ГС 76 ] [ НЛ 70 ]   |
| 1716  | Куте́йников Михаил Петрович                                                                              | 21.03.1940            | артиллерия     | начальник артиллерии 123-й стрелковой дивизии 7-й армии Северо-Западного фронта | полковник                                   | 19.01.1903 — 19.05.1986                      | [ БС 20 ] [ ГС 77 ] [ НЛ 71 ]   |
| 1717  | Куте́нко Николай Васильевич                                                                              | 27.02.1945            | танкист        | командир взвода танков Т-34 47-й гвардейской танковой бригады 9-го гвардейского танкового корпуса 2-й гвардейской танковой армии 1-го Белорусского фронта | гвардии старший лейтенант                   | 01.03.1923 — 18.01.1945                      | [ БС 20 ] [ ГС 78 ] [ НЛ 72 ]   |
| 1718  | Куте́пов Павел Михайлович                                                                                | 03.06.1944            | пехота         | командир батальона 1040-го стрелкового полка 295-й стрелковой дивизии 28-й армии 3-го Украинского фронта | капитан                                     | 21.10.1909 — 18.04.1988                      | [ БС 20 ] [ ГС 79 ] [ НЛ 73 ]   |
| 1719  | Ку́тин Алексей Агеевич                                                                                   | 30.10.1943            | инженер        | сапёр 170-го отдельного инженерно-сапёрного батальона 14-й инженерно-сапёрной бригады РГК в составе 65-й армии Центрального фронта | красноармеец                                | 15.09.1918 — 13.02.1945                      | [ БС 20 ] [ ГС 80 ] [ НЛ 74 ]   |
| 1720  | Кути́нов Иван Абрамович                                                                                  | 24.03.1945            | артиллерия     | командир орудия 507-го армейского истребительно-противотанкового артиллерийского полка 5-й ударной армии 1-го Белорусского фронта | сержант                                     | 28.03.1909 — 06.12.1981                      | [ БС 21 ] [ ГС 81 ] [ НЛ 75 ]   |
| 1721  | Кутово́й Андрей Фёдорович                                                                                | 10.04.1945            | пехота         | разведчик батальона 385-го стрелкового полка 112-й стрелковой дивизии 13-й армии 1-го Украинского фронта | красноармеец                                | 20.10.1914 — 18.07.1994                      | [ БС 22 ] [ ГС 82 ] [ НЛ 76 ]   |
| 1722  | Кутру́хин Константин Прокофьевич                                                                         | 24.03.1945            | пехота         | командир отделения 156-го гвардейского стрелового полка 51-й гвардейской стрелковой дивизии 6-й гвардейской армии 1-го Прибалтийского фронта | гвардии сержант                             | 01.02.1916 — 26.06.1944                      | [ БС 22 ] [ ГС 83 ] [ НЛ 77 ]   |
| 1723  | Куту́ев Рауф Ибрагимович тат. Кутуев Рәүф Ибраһим улы                                                    | 24.03.1945            | пехота         | командир взвода 1-го стрелкового полка 99-й стрелковой дивизии 46-й армии 2-го Украинского фронта | младший лейтенант                           | 06.05.1925 — 05.12.1944                      | [ БС 22 ] [ ГС 84 ] [ НЛ 78 ]   |
| 1724  | Кутурга́ Иван Васильевич укр. Кутурга Іван Васильович                                                    | 19.04.1945            | артиллерия     | наводчик орудия 682-го артиллерийского полка 235-й стрелковой дивизии 43-й армии 3-го Белорусского фронта | младший сержант                             | 04.05.1924 — 08.02.1987                      | [ БС 22 ] [ ГС 85 ] [ НЛ 79 ]   |
| 1725  | Куты́нцев Николай Михайлович                                                                             | 26.08.1970            | артиллерия     | командир зенитно-ракетного дивизиона 18-й особой зенитно-ракетной дивизии | подполковник                                | 18.12.1928 — 10.02.2007                      | ——                              |
| 1726  | Куфо́нин Сергей Фёдорович                                                                                | 23.02.1945            | авиация        | штурман 135-го штурмового авиационного полка 308-й штурмовой авиационной дивизии 3-го штурмового авиационного корпуса 1-й воздушной армии 3-го Белорусского фронта | майор                                       | 25.09.1920 — 24.02.1979                      | [ БС 22 ] [ ГС 87 ] [ НЛ 80 ]   |
| 1727  | Ку́харев Григорий Никанорович                                                                            | 15.05.1946            | комиссар       | заместитель по политической части командира 117-го гвардейского стрелкового полка 39-й гвардейской стрелковой дивизии 8-й гвардейской армии 1-го Белорусского фронта | гвардии майор                               | 29.10.1918 — 25.11.1984                      | [ БС 22 ] [ ГС 88 ] [ НЛ 81 ]   |
| 1728  | Ку́харев Иван Миронович                                                                                  | 27.06.1945            | авиация        | командир 624-го штурмового авиационного полка 308-й штурмовой авиационной дивизии 2-й воздушной армии 1-го Украинского фронта | майор                                       | 14.11.1911 — 05.09.1951                      | [ БС 23 ] [ ГС 89 ] [ НЛ 82 ]   |
| 1729  | Ку́харев Фёдор Яковлевич бел. Кухараў Фёдар Якаўлевіч                                                    | 15.08.1944            | партизан       | активный участник партизанской борьбы в Белоруссии, командир диверсионной группы партизанского отряда имени И. В. Сталина Добрушской партизанской бригады | —                                           | 18.03.1924 — 20.05.1946                      | [ БС 24 ] [ ГС 90 ] [ НЛ 83 ]   |
| 1730  | Кухаре́нко Николай Иванович укр. Кухаренко Микола Іванович                                               | 24.03.1945            | танкист        | командир взвода танков Т-34 38-й гвардейской танковой бригады 19-й армии Карельского фронта | гвардии лейтенант                           | 09.05.1915 — 12.08.2009                      | [ БС 24 ] [ ГС 91 ] [ НЛ 84 ]   |
| 1731  | Куха́ров Константин Фёдорович                                                                            | 27.02.1945            | танкист        | командир орудия танка Т-34 47-й гвардейской танковой бригады 9-го гвардейского танкового корпуса 2-й гвардейской танковой армии 1-го Белорусского фронта | гвардии старший сержант                     | 17.01.1924 — 25.12.1996                      | [ БС 24 ] [ ГС 92 ] [ НЛ 85 ]   |
| 1732  | Куц Александр Михайлович укр. Куц Олександр Михайлович                                                  | 23.10.1943            | пехота         | пулемётчик 838-го стрелкового полка 237-й стрелковой дивизии 40-й армии Воронежского фронта | красноармеец                                | 11.10.1911 — 11.10.1991                      | [ БС 24 ] [ ГС 93 ] [ НЛ 86 ]   |
| 1733  | Куцева́лов Тимофей Фёдорович укр. Куцевалов Тимофій Федорович                                            | 17.11.1939            | авиация        | командир 56-го истребительного авиационного полка истребительной авиационной бригады 1-й армейской группы | полковник                                   | 21.01.1904 — 06.01.1975                      | ——                              |
| 1734  | Куце́нко Иван Иванович                                                                                   | 29.06.1945            | пехота         | заместитель командира 342-го стрелкового полка 136-й стрелковой дивизии 70-й армии 2-го Белорусского фронта | капитан                                     | 1913 — 28.03.1945                            | [ БС 24 ] [ ГС 95 ] [ НЛ 87 ]   |
| 1735  | Кучере́нко Александр Васильевич укр. Кучеренко Олександр Васильович                                      | 29.06.1945            | авиация        | старший лётчик 525-го штурмового авиационного полка 227-й штурмовой авиационной дивизии 8-го штурмового авиационного корпуса 8-й воздушной армии 4-го Украинского фронта | лейтенант                                   | 22.02.1924 — 23.03.2004                      | [ БС 24 ] [ ГС 96 ] [ НЛ 88 ]   |
| 1736  | Кучере́нко Владимир Анатольевич укр. Кучеренко Володимир Анатолійович                                    | 26.05.1986            | авиация        | командир 3-й вертолётной эскадрильи 50-го отдельного смешанного авиационного полка ВВС 40-й армии ограниченного контингента советских войск в Афганистане | капитан                                     | 05.04.1954 — 08.09.2016                      | ——                              |
| 1737  | Кучере́нко Иван Фомич укр. Кучеренко Іван Хомич                                                          | 08.07.1945            | морской флот   | командир 2-го дивизиона подводных лодок бригады подводных лодок Северного флота | капитан 2-го ранга                          | 28.12.1908 — 26.11.1959                      | [ БС 26 ] [ ГС 98 ] [ НЛ 89 ]   |
| 1738  | Кучере́нко Николай Пантелеймонович укр. Кучеренко Микола Пантелеймонович                                 | 06.04.1945            | пехота         | командир 302-й стрелковой дивизией 60-й армии 1-го Украинского фронта | гвардии полковник                           | 01.03.1907 — 30.03.1945                      | [ БС 27 ] [ ГС 99 ] [ НЛ 90 ]   |
| 1739  | Ку́черов Пётр Владимирович                                                                               | 24.03.1945            | кавалерия      | командир расчёта станкового пулемёта 12-го гвардейского кавалерийского полка 3-й гвардейской кавалерийской дивизии 2-го гвардейского кавалерийского корпуса 1-го Белорусского фронта | гвардии сержант                             | 15.06.1921 — 23.05.1989                      | [ БС 27 ] [ ГС 100 ] [ НЛ 91 ]  |
| 1740  | Ку́черов Франц Яковлевич                                                                                 | 21.03.1940            | инженер        | командир взвода сапёрной роты 90-го сапёрного батальона 100-й стрелковой дивизии 7-й армии Северо-Западного фронта | младший лейтенант                           | 25.11.1908 — 07.10.1972                      | [ БС 27 ] [ ГС 101 ] [ НЛ 92 ]  |
| 1741  | Кучеря́ба Тихон Александрович укр. Кучеряба Тихін Олександрович                                          | 15.05.1946            | авиация        | командир эскадрильи 43-го гвардейского штурмового авиационного полка 230-й штурмовой авиационной дивизии 4-й воздушной армии 2-го Белорусского фронта | гвардии капитан                             | 29.06.1910 — 15.03.1978                      | [ БС 27 ] [ ГС 102 ] [ НЛ 93 ]  |
| 1742  | Кучеряве́нко Михаил Иванович укр. Кучерявенко Михайло Іванович                                           | 22.07.1944            | генерал        | командир 306-й стрелковой дивизии 43-й армии 1-го Прибалтийского фронта | генерал-майор                               | 05.02.1904 — 05.10.1971                      | [ БС 27 ] [ ГС 103 ] [ НЛ 94 ]  |
| 1743  | Кучеря́вый Виктор Дмитриевич                                                                             | 07.04.1940            | комиссар       | инструктор политотдела 8-й стрелковой дивизии 23-го стрелкового корпуса 13-й армии Северо-Западного фронта | старший политрук                            | 01.05.1898 — 12.02.1940                      | [ БС 27 ] [ ГС 104 ] [ НЛ 95 ]  |
| 1744  | Кучеря́вый Герасим Евсеевич                                                                              | 31.03.1943            | пехота         | стрелок 256-го стрелкового полка 30-й стрелковой дивизии 56-й армии Закавказского фронта | красноармеец                                | 04.03.1903 — 11.11.1942                      | [ БС 27 ] [ ГС 105 ] [ НЛ 96 ]  |
| 1745  | Кучеря́вый Николай Данилович укр. Кучерявий Микола Данилович                                             | 24.03.1945            | пехота         | командир отделения 132-го гвардейского стрелкового полка 42-й гвардейской стрелковой дивизии 40-й армии 2-го Украинского фронта | гвардии младший сержант                     | 21.08.1924 — 19.08.1944                      | [ БС 28 ] [ ГС 106 ] [ НЛ 97 ]  |
| 1746  | Ку́чинский Михаил Иванович бел. Кучынскі Міхаіл Іванавіч                                                 | 23.02.1945            | авиация        | заместитель командира эскадрильи 218-го штурмового авиационного полка 299-й штурмовой авиационной дивизии 16-й воздушной армии 1-го Белорусского фронта | гвардии капитан                             | 23.12.1911 — 01.01.1995                      | [ БС 29 ] [ ГС 107 ] [ НЛ 98 ]  |
| 1747  | Ку́чкин Геннадий Павлович                                                                                | 03.03.1983            | комиссар       | заместитель по политической части командира мотострелкового батальона 101-го мотострелкового полка 5-й гвардейской мотострелковой дивизии 40-й армии ограниченного контингента советских войск в Афганистане                                                                                         | капитан                                     | 05.02.1954 — 28.12.2022                      | ——                              |
| 1748  | Кучу́мов Александр Михайлович                                                                            | 15.05.1946            | авиация        | командир эскадрильи 451-го штурмового авиационного полка 264-й штурмовой авиационной дивизии 5-го штурмового авиационного корпуса 5-й воздушной армии 2-го Украинского фронта | капитан                                     | 13.09.1923 — 31.07.1988                      | [ БС 29 ] [ ГС 109 ] [ НЛ 99 ]  |
| 1749  | Кучу́мов Павел Васильевич                                                                                | 13.09.1944            | пехота         | пулемётчик мотострелкового батальона 107-й танковой бригады 16-го танкового корпуса 2-й танковой армии 2-го Украинского фронта | красноармеец                                | 13.12.1924 — 18.02.1996                      | [ БС 29 ] [ ГС 110 ] [ НЛ 100 ] |
| 1750  | Кушля́нский Ростислав Николаевич                                                                         | 22.02.1944            | артиллерия     | командир огневого взвода 199-го гвардейского артиллерийского полка 94-й гвардейской стрелковой дивизии 69-й армии Воронежского фронта) | гвардии младший лейтенант                   | 15.05.1908 — 03.01.1980                      | [ БС 29 ] [ ГС 111 ] [ НЛ 101 ] |
| 1751  | Кушно́в Михаил Петрович                                                                                  | 24.03.1945            | десантники     | командир взвода 3-го гвардейского воздушно-десантного полка 1-й гвардейской воздушно-десантной дивизии 53-й армии 2-го Украинского фронта | гвардии лейтенант                           | 18.11.1923 — 25.10.1953                      | [ БС 29 ] [ ГС 112 ] [ НЛ 102 ] |
| 1752  | Ку́штин Иван Яковлевич                                                                                   | 21.03.1940            | танкист        | командир танкового взвода 1-й лёгкой танковой бригады 7-й армии Северо-Западного фронта | младший лейтенант                           | 21.04.1916 — 08.08.1942                      | [ БС 30 ] [ ГС 113 ] [ НЛ 103 ] |
| 1753  | Ку́щев Александр Михайлович                                                                              | 29.05.1945            | генерал        | начальник штаба 5-й ударной армии 1-го Белорусского фронта | генерал-майор                               | 10.05.1898 — 14.01.1975                      | [ БС 30 ] [ ГС 114 ] [ НЛ 104 ] |
| 1754  | Кую́ков Михаил Михайлович                                                                                | 15.01.1944            | пехота         | пулемётчик 194-го стрелкового полка 162-й стрелковой дивизии 19-го стрелкового корпуса 65-й армии Центрального фронта | красноармеец                                | 22.11.1924 — 30.09.1943                      | [ БС 30 ] [ ГС 115 ] [ НЛ 105 ] |
| 1755  | Кцо́ев Пётр Наликович осет. Кцойты Пётр                                                                  | 24.03.1945            | пехота         | командир 1319-го стрелкового полка 185-й стрелковой дивизии 47-й армии 1-го Белорусского фронта | подполковник                                | 24.03.1902 — 09.05.1945                      | [ БС 30 ] [ ГС 116 ] [ НЛ 106 ] |
| 1756  | Кше́нский Александр Фадеевич укр. Кшенський Олександр Фадейович                                          | 07.04.1940            | артиллерия     | командир батареи 137-го гаубичного артиллерийского полка РГК в составе 13-й армии Северо-Западного фронта | лейтенант                                   | 31.12.1911 — 11.08.1943                      | [ БС 30 ] [ ГС 117 ] [ НЛ 107 ] |
| 1757  | Кырча́нов Михаил Семёнович                                                                               | 20.12.1943            | инженер        | командир отделения 126-го отдельного понтонно-мостового батальона 1-й понтонно-мостовой бригады Степного фронта | старший сержант                             | 21.11.1907 — 15.10.1978                      | [ БС 30 ] [ ГС 118 ] [ НЛ 108 ] |
| 1758  | Кы́тин Фёдор Максимович                                                                                  | 27.02.1945            | инженер        | сапёр 116-го отдельного инженерно-сапёрного батальона 61-й инженерно-сапёрной бригады 5-й ударной армии 1-го Белорусского фронта | красноармеец                                | 1926 — 14.01.1945                            | [ БС 30 ] [ ГС 119 ] [ НЛ 109 ] |
| 1759  | Кязи́мов Салахаддин Иса оглы (Кязимов Солодин Исаевич) азерб. Kazımov Salahəddin Həsən oğlu              | 16.10.1943            | артиллерия     | командир батареи 62-го артиллерийского полка 8-й стрелковой дивизии 13-й армии Центрального фронта | старший лейтенант                           | 22.12.1920 — 02.07.1978                      | [ БС 31 ] [ ГС 120 ] [ НЛ 110 ] |
| 1760  | Кя́нжин Пантелей Кузьмич                                                                                 | 24.03.1945            | пехота         | заместитель по строевой части командира батальона 703-го стрелкового полка 233-й стрелковой дивизии 57-й армии 3-го Украинского фронта | старший лейтенант                           | 15.07.1915 — 23.01.1991                      | [ БС 32 ] [ ГС 121 ] [ НЛ 111 ] |

| Навигационная таблица | Навигационная таблица                |
| --------------------- | ------------------------------------ |
| «К»                   | Кабак Николай — Калинин Николай      |
| «К»                   | Калинин Степан — Кармацкий Владимир  |
| «К»                   | Кармацкий Тимофей — Кживонь Анеля    |
| «К»                   | Киба Григорий — Клевцов Сергей       |
| «К»                   | Клейбус Фёдор — Коваленко Сергей     |
| «К»                   | Коваленко Юрий — Колдубов Михаил     |
| «К»                   | Колдунов Александр — Компанеец Фёдор |
| «К»                   | Компаниец Алексей — Копытин Михаил   |
| «К»                   | Копытов Михаил — Корчагин Лев        |
| «К»                   | Корчак Иосиф — Котов Николай         |
| «К»                   | Котов Сергей — Краснов Анатолий      |
| «К»                   | Краснов Виктор — Крюков Василий      |
| «К»                   | Крюков Владимир — Кузнецов Николай   |
| «К»                   | Кузнецов Павел — Кунавин Григорий    |
| «К»                   | Кунгурцев Евгений — Кянжин Пантелей  |